# Editel.com
Editel fut le 17 avril 1995 le site pionnier de l'édition littéraire francophone et premier site web d'auto-édition collective tout numérique ("pure player") de langue française, créé par Pierre François Gagnon. Cette initiative fut saluée pour la première fois dans un article du journal Le Devoir datant de 1995-10-02 qui est désormais accessible à tous en ligne dans les collections numériques de Bibliothèque et Archives nationales du Québec (BAnQ).